# (6997) Laomedon
(6997) Laomedon ist ein Asteroid aus der Gruppe der Jupiter-Trojaner. Damit werden Asteroiden bezeichnet, die auf den Lagrange-Punkten auf der Bahn des Jupiter um die Sonne laufen.
(6997) Laomedon wurde am 16. Oktober 1977 von den niederländischen Astronomen Cornelis Johannes van Houten, Ingrid van Houten-Groeneveld und Tom Gehrels im Rahmen der dritten Trojanerdurchmusterung am Palomar-Observatorium (IAU-Code 675) entdeckt. Er ist dem Lagrangepunkt L5 zugeordnet.
Der Asteroid wurde am 28. August 1996 nach dem mythologischen trojanischen König Laomedon benannt, dem Vater des trojanischen Königs Priamos.